# ライアン・コネル
ライアン・コネル（Ryann Connell、1955年3月25日 - ）は、オーストラリア・メルボルン出身のジャーナリスト。毎日新聞社の英語ニュースサイトMainichi Daily News（毎日デイリーニューズ; MDN）の編集長やMAINICHI Weeklyの編集長代理等を歴任。

## 人物・経歴
就職難のため日本へ渡り、日本人女性と結婚。1994年から1996年にかけて八王子市役所に嘱託待遇で勤務。1996年10月、日刊紙時代のMDNの編集部で働き始めるとともにコラム「WaiWai」執筆陣に加わり、試用期間を経て1997年10月から特別嘱託記者、MDNがWebサイト単独に移行後の2005年4月には、英文毎日編集部長の下でMDNの編集長（職制には無いが事実上の統括者）となった。1997年、東京都知事の諮問機関「外国人都民会議」に参加し、2001年に会議が解消されるまで委員を務めた。2008年6月27日、毎日新聞社から「WaiWai」問題で休職3か月の懲戒処分を受けた。

### 「WaiWai」問題
MDNサイトのコラム「WaiWai」で、日本の夕刊紙やタブロイド誌などを出典としながら、低俗な内容や誇張・改変を加えた内容を英語記事にして配信してきたことに対し、2008年前半に入って日本語のインターネット・コミュニティで問題視する意見が相次いだ。英文毎日編集部による問題記事の削除・過去記事閲覧停止、同コラムの閉鎖の後、同年6月27日、毎日新聞社から英文毎日編集部長ら上司とともに処分を受けた。
同年7月20日に毎日新聞社が発表した調査結果では、「担当記者が性的な話題をおもしろがっていた」とされており、ライアン達が意図的に事実ではない情報を選んで英訳、転載し、一部については自ら加筆して配信していたことが示唆されている。また、オーストラリアの新聞Brisbane Timesは、ライアン・コネルについて記事で取り上げた。
一方では、人権運動家の有道出人（デイヴィッド・クリストファー・アルドウィンクル）は、「WaiWaiは日本人を知るのに必須です」と擁護し、自分の発言サイトで、WaiWaiを50回以上にわたって援用している。

## 著書
- 『タブロイド・トーキョー』シリーズ（マーク・シュライバー他との共著。ロバート・ホワイティングが紹介文を書いている。講談社インターナショナル発行）
  1. 2005年9月発売 ISBN 978-4-7700-2892-1
  2. 2007年4月発売 ISBN 978-4-7700-3060-3

  - 第3弾（ISBN 9784770030856）も2008年9月に発売予定であったが、発行元は「内容があまりに低俗」と判断し、出版を中止した（講談社インターナショナルは発売中止を決定したのは「WaiWai」変態報道に関する騒動が勃発する前であり、直接の原因ではないとしている）[11]。